# Телекоммуникации в Бразилии

Бразилия

Телекоммуникации Бразилии в центральных и южных районах страны используют современные технологии передачи данных, включая 3G-HSDPA и ADSL2+, а также цифровое телевидение ISDB-T. В других районах, особенно в северных и северо-западных, не хватает даже аналоговых телефонных линий. Эту проблему правительство пытается решить, увязывая лицензирование новых технологий, таких как WiMax и PLC, с обязательным расширением предоставляемых услуг в менее населённых регионах.

## Телефонные системы

### Система наземной линии
Статистика 
- Поданные местоположения: 37,355
- Установленные терминалы: 43.626.836
- В услуги: 33.800.370
- Общественные терминалы: 1.128.350
- Плотность: 22.798/100 Жил

Внутренняя: обширная микроволновая радио-система и внутренняя спутниковая система с 64 земными станциями.
Международная: код страны — 55. Несколько кабелей, включая Атлантиду-2, обеспечивают прямую связь с Южной и Центральной Америкой, Карибским бассейном, США, Африкой и Европой.

## Мобильные системы
Статистика 
- Количество устройств: 161.922.375
- Процент предоплаты линий: 81,91 %
- Плотность: 84,61/100 Жил

 Технология распределения 
| Технология       | 2008 (декабрь) | 2009 (июль)    | 2009 (июль)    | 2009 (июль)      | 2009 (июль)     |
| Технология       | 2008 (декабрь) | Номер телефона | Номер телефона | Прирост за месяц | Годовой прирост |
| ---------------- | -------------- | -------------- | -------------- | ---------------- | --------------- |
| AMPS             | 11.546         | 6.240          | 0,00 %         | -75              | -45,96 %        |
| D-AMPS           | 1.153.580      | 541.802        | 0,33 %         | -39.020          | -53,03 %        |
| CDMA             | 12.732.287     | 9.527.796      | 5,88 %         | -425.018         | -25,17 %        |
| GSM              | 133.925.736    | 145.840.175    | 90,07 %        | 2.497.642        | 8,90 %          |
| WCDMA            | 1.692.436      | 2.010.740      | 1,24 %         | 107.710          | -               |
| CDMA 2000        | 452.816        | 218.166        | 0,13 %         | -9.994           | -               |
| Данные терминала | 673.002        | 3.777.456      | 2,28 %         | 177.623          | -               |
| Всего            | 150.641.403    | 161.922.375    | 100,00 %       | 2.308.868        | 10,00 %         |

## Международные сетевые магистрали

### Подводные кабели
Несколько подводных коммуникационных кабелей Бразилии:
- Americas II  — кабель, действующий с сентября 2000 года, соединяющий город Форталеза с США
- ATLANTIS-2  — кабель, действующий с 2000 года, соединяющий города Рио-де-Жанейро и Натал с Европой, Африкой и Южной Америкой. Его длина достигает 12 тысяч километров. Это единственный кабель, соединяющий Южную Америку с Африкой и Европой.
- EMERGIA — SAM 1  — кабель, соединяющий Америку, окружив её общей протяжённостью более 25 тысяч километров.
- GLOBAL CROSSING — SAC  — соединяет всю Америку, окружив её общей протяжённостью более 15 тысяч километров.
- GLOBENET/360 NETWORK  — соединяет Северную и Южную Америку.
- UNISUR  — соединяет Бразилию, Уругвай и Аргентину.

Все эти кабели имеют полосу пропускания, двигаясь от 20 бит/с до 80 бит/с. Некоторые из них имеют мощность 1 Тбит/с.

### Спутниковые связи
Список рабочих спутников (бразильские геостационарные спутники)
| Спутниковый оператор | Спутник          | Группа | Орбитальные позиции | Рабочие |
| -------------------- | ---------------- | ------ | ------------------- | ------- |
| Hispamar             | Amazonas 1       | C e Ku | 61,0º з.д           | Да      |
| Hispamar             | Amazonas 2       | C e Ku | 61,0º з.д           | Да      |
| Loral Skynet         | ESTRELA DO SUL   | Ku     | 63,0º з.д           | Да      |
| Loral Skynet         | ESTRELA DO SUL 2 | Ku     | 63,0º з.д           | Нет     |
| Star One             | BRASILSAT-B1     | C и X  | 70,0º з.д           | Да      |
| Star One             | BRASILSAT-B2     | C и X  | 65,0º з.д           | Да      |
| Star One             | BRASILSAT-B3     | C      | 84,0º з.д           | Да      |
| Star One             | BRASILSAT-B4     | C      | 92,0º з.д           | Да      |
| Star One             | STARONE-C1       | Ku     | 65,0º з.д           | Да      |
| Star One             | STARONE-C2       | Ku     | 70,0º з.д           | Да      |
| Star One             | STARONE-C3       | C и Ku | 75,0º з.д           | Нет     |
| Star One             | STARONE-C4       | C,L,S  | 75,0º з.д           | Нет     |
| Star One             | STARONE-C5       | C и Ku | 68,0º з.д           | Нет     |

## Телевидение и радио
Согласно Конституции Бразилии, телевидение и радио, не рассматриваются как телекоммуникационные направления. Стоит отметить, что Бразилия имеет 3-й крупнейший конгломерат средств массовой информации в мире, Globo.

## Интернет
Интернет в Бразилии стал очень популярен. Сейчас в стране около 67 миллионов пользователей Интернета, по этому показателю Бразилия занимает 5-е место в мире. Многие технологии стали популярными. Наиболее часто используемые: ADSL и 3G.